# Tithorea franciscoi
Tithorea franciscoi är en fjärilsart som beskrevs av Brown 1977. Tithorea franciscoi ingår i släktet Tithorea och familjen praktfjärilar. Inga underarter finns listade i Catalogue of Life.